# Cyanotrichit
Cyanotrichit – rzadki minerał klasy siarczanów.
Nazwa minerału pochodzi z greki, gdzie kyaneos triches znaczy niebieski włos.

## Właściwości
Krystalizuje w układzie rombowym. Tworzy igiełkowe, listewkowe, włosowate lub włókniste kryształy. Zwykle zebrane są one w pęczki lub tworzą naloty bądź skupienia promieniste. Jest minerałem kruchym, przezroczystym do półprzezroczystego. Posiada najczęściej jedwabisty połysk i niebieskawą rysę. Jest rozpuszczalny w kwasach. 

## Występowanie
Powstaje w strefie utleniania kruszców siarczkowych złóż miedzi. Towarzyszą mu brochantyt, smithsonit, malachit, azuryt, kwarc, gips, cuproadamin oraz oliwenit. 

## Miejsce występowania
- Var, Francja[2]
- Arizona, Nevada, Utah Stany Zjednoczone[2]
- Austria[2]
- Niemcy[2]
- Włochy[2]
- Anglia[2]

## Galeria

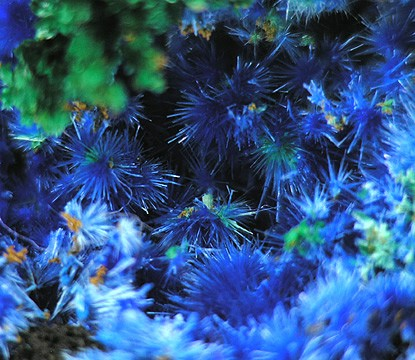
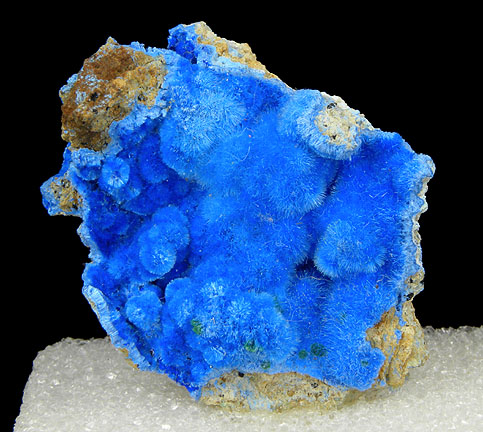
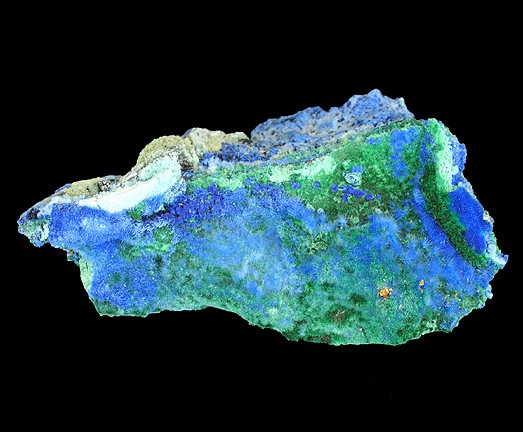
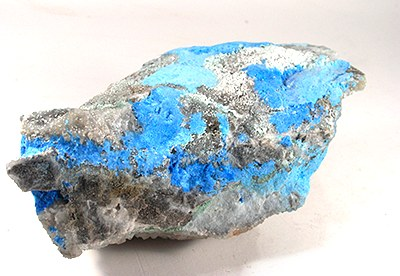